# Calodexia bequaerti
Calodexia bequaerti là một loài ruồi trong họ Tachinidae.